# Lago Morii
El Lago Morii ("Lacul Morii") es el lago más grande de Bucarest, con una superficie de 246 hectáreas. El lago se encuentra a unos 6 km el centro de Bucarest (Piata Unirii) y se encuentra entre: Universidad Politécnica de Bucarest barrio al este, Crangasi y Giulesti en distritos del norte, Militari del distrito en Sur. El tipo de la misma es el lago de acumulación, hecho en 1986, principalmente para proteger la ciudad contra las inundaciones.
También es una zona de recreo.
Proporciona un flujo constante de río Dâmboviţa en la capital.
El lago fue construido por una presa de 15 m de altura, con un cuerpo central de hormigón, presas de tierra extendidos a lo largo con una longitud total de 7 kilómetros. Lago volumen es de 14,7 millones de m³, con una porción mitigación de las inundaciones de 1,6 millones de m³, más allá de la retención normal. Efectivamente, para mitigar las inundaciones, el volumen del lago se puede aumentar cuando se predicen las inundaciones.
Hacer un lago, cerca de una zona urbana necesaria clausura de los usos existentes, incluyendo la demolición y desmantelamiento de una iglesia
En el sur del Lago Morii hay una península.

## Isla de los Ángeles
En la parte norte del lago está situado Isla de los Ángeles, la única isla de Bucarest.
En la isla algunos voluntarios plantaron 475 árboles en 2011.
Hubo algunos grandes conciertos de música organizados en el Isla de los Ángeles.

## Deportes acuáticos, espectáculos, conciertos y festivales en Morii Lake
El lago se utiliza como zona de recreo y hay barco y deportes acuáticos concursos y programas, incluyendo exhibiciones aéreas.
Coke Live Music Festival y otros conciertos fueron organizados en el área Morii Lake.
El windsurf es muy popular en Morii Lake, hay cursos de windsurf en el lago, pero el agua-esquí, skijet y otros deportes acuáticos también son muy populares.
Morii Lake se menciona en la poesía "Pe Lacul Morii" por Ana Blandiana.

## Proyectos para Morii Lake
Hay proyectos para hacer Morii lago un destino turístico.
También hay proyectos para que la zona Lacul Morii una zona residencial, comercial y de negocios moderno.
Otro proyecto es un túnel de la carretera que unirá Morii Lake en Civic Center (Unirii Square) y la autopista A1

## Galería

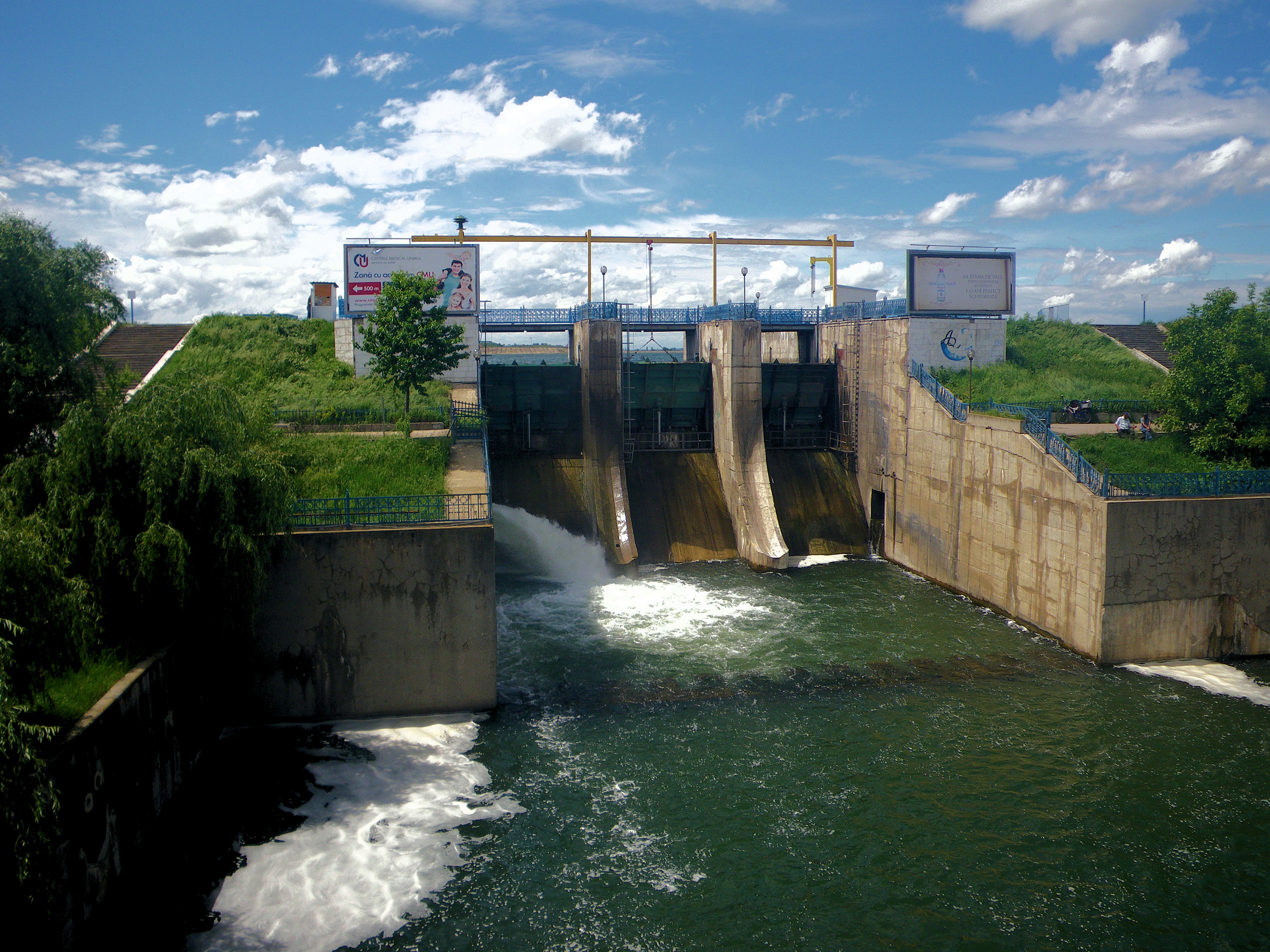
Presa
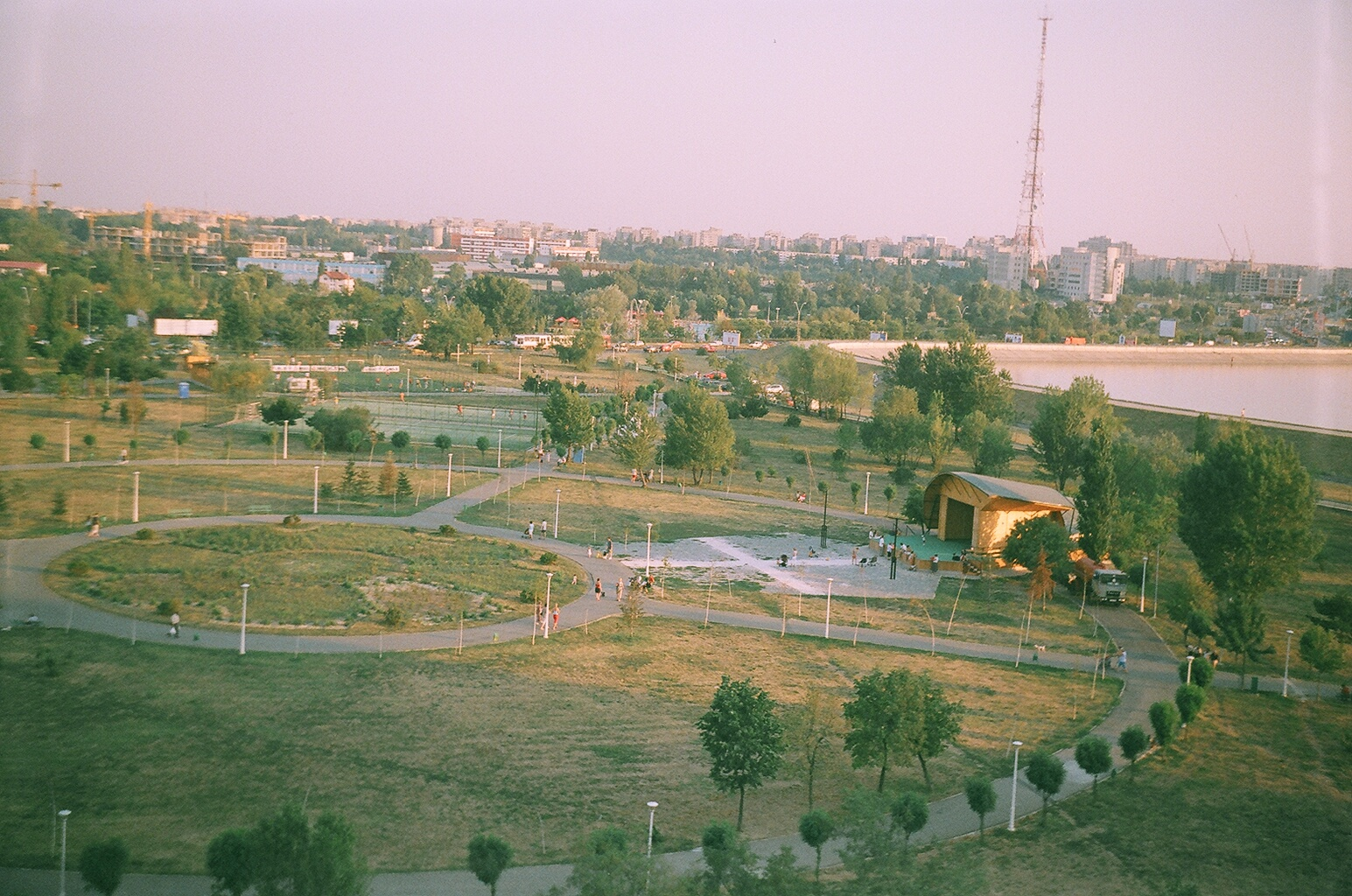
Lago Morii y Crangasi Park, 2007